# Joan Solé i Margarit
Joan Solé i Margarit (Gavà, 14 de maig de 1920 - Gavà, 4 de març de 2012) fou un poeta, lletrista de sardanes i activista cultural gavanenc.
Com a poeta, destaquen les seves col·laboracions en diverses publicacions locals, com la revista parroquial Diàleg o L'Aramprunyà. També és molt recordat el seu espai poètic a la primera etapa del periòdic El Bruguers anomenat Rambla amunt, Rambla avall on simulava un diàleg entre el Rambler i un pardal de la Rambla, analitzant la realitat quotidiana amb ironia. Va crear el grup Tertúlia Poètica al Centre Cultural. Va rebre el primer Premi de Poesia Vila de Gavà i dos premis de poesia de Caixa de Catalunya.
Va ser el guanyador del concurs convocat per l'Ajuntament de Gavà l'any 1975 per crear un eslògan per al municipi. És el conegut: «Tot ho tenim a Gavà, platja, muntanyes i pla».
Fou autor de diverses lletres de sardanes. Entre les composicions més conegudes hi ha Pugem a Sant Miquel, del mestre Rafael Blay i Bernad; L'ermita del Roser d'en Tomàs Gil i Membrado; Gavanenca, Per cireres, Sant Climent, Les Cireres de Torrelles i Amics de Cornellà, d'en Jaume Ventura i Tort i la de la famosa sardana Amb l'esperit vibrant, de Montserrat Pujolar. L'any 1992 va obtenir un accèssit al certamen Cantem sardanes convocat per Catalunya Ràdio amb la sardana Barcelona, mon amor.
Fou intèrpret de cant coral i sarsuela. Va obtenir la Lira de Plata de Zarzuela Marcos Redondo i el tercer premi de Busquem la nostra cançó celebrat a Tarragona.
També fou fundador, junt amb altres persones, de la Coral Brugués i del grup Niu d'Art. Va impulsar la primera Junta del Centre Cultural, va actuar com a promotor de la tradicional romeria a Montserrat i va col·laborar amb diverses entitats més.
Fou integrant del Grup Teatral La Igualtat, on va escenificar una gran quantitat d'obres, entre les quals destaca el seu paper a La Passió. També va exercir com a mestre de català al Centre Cultural.
Cal destacar la seva vessant humanitària. L'any 1952 creà amb una colla d'amics, el grup benèfic Art i Caritat. Membre fundador de Càritas Parroquial i de la Fundació Nostra Senyora de Brugués, entitat privada benefico-assistencial. També va col·laborar durant molts anys amb l'ONCE, realitzant enregistraments de lectures per a invidents.
Poeta, rapsode, activista cultural, integrant de diferents entitats solidàries, difusor del català... Fou una persona molt implicada en la vida cultural de Gavà i la comarca del Baix Llobregat.

## Homenatges
Els Amics de la Sardana de Cornellà li van retre un homenatge l'any 2000.
L'any 2001 el van homenatjar a Sant Martí Sarroca amb una ballada de sardanes on es va estrenar la seva sardana Ametller florit.
El 30 de novembre de 2002 se li va fer un multitudinari homenatge ciutadà a l'Espai Maragall de Gavà.